# Runenstein von Fredriksdal

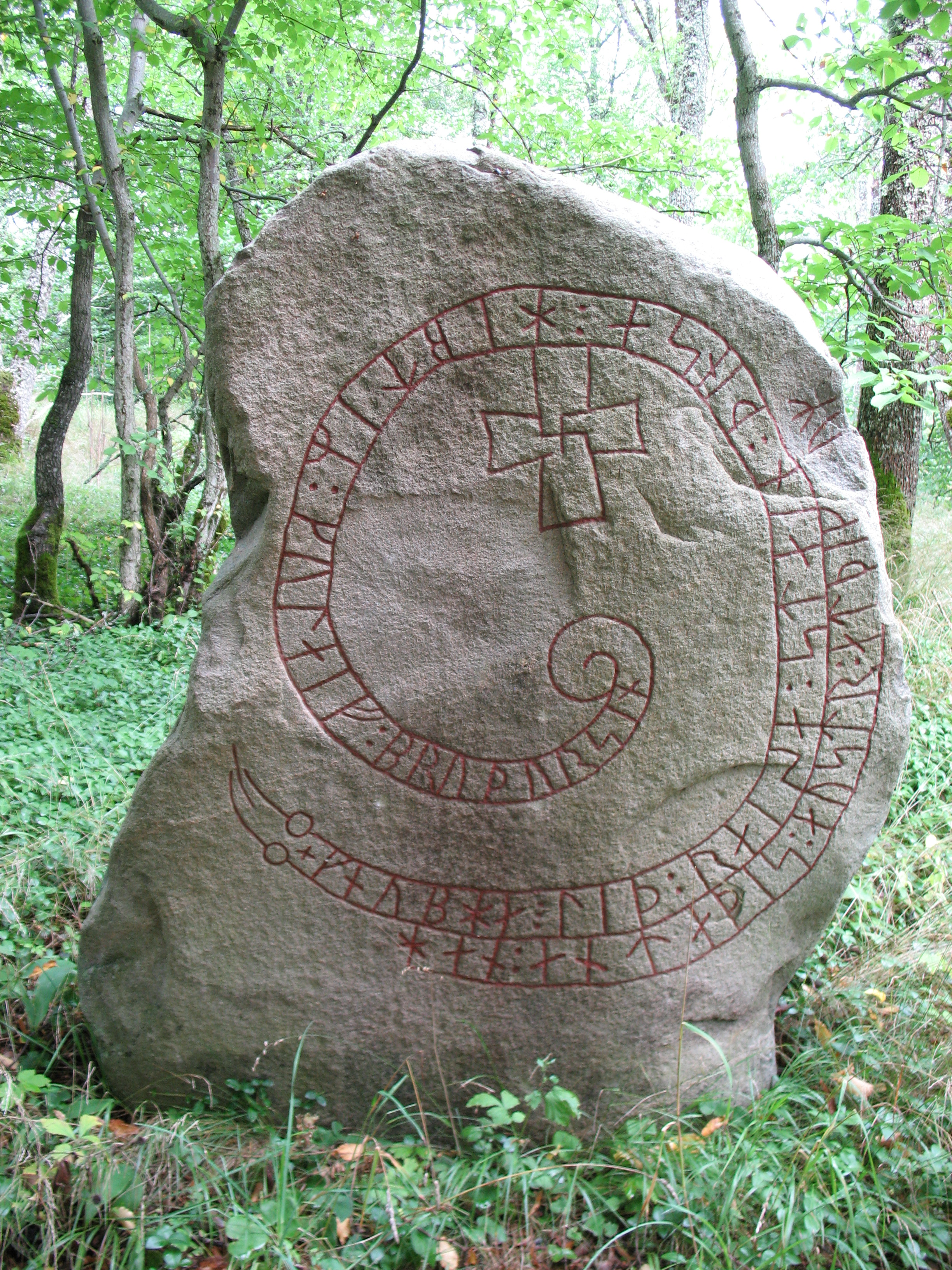
Runenstein von Frederiksdal

Der Runenstein von Fredriksdal (Sö 33) am Tjuvsigen in Fredriksdal in der Gemeinde Trosa nördlich von Vagnhärad in Södermanland in Schweden besteht aus hellem Granit. Der Runenstein wurde 1844 nördlich der ehemaligen Kreisstraße an einem Bach gefunden, der damals durch den Ort Skåäng floss. Der Stein kann nicht an dem Punkt, wo er im Jahr 1844 gefunden wurde, aufgestellt worden sein. Er wurde verlagert, um als Steinplattenbrücke zu dienen.
Er ist 1,7 m hoch, 1,2 m breit und 0,25 m dick. Die Runenhöhe beträgt 6–10 cm. Der Stein ist gut erhalten und die Beschriftung eindeutig. Die Inschrift steht in einem Schlangenband in Aufsicht und einem nur teilweise umlaufenden äußeren Schriftband, die um ein als Salomonsknoten gestaltetes swastikaartiges Kreuz verlaufen. Der Steinrücken ist glatter und mit einem Kreuz verziert.
Die Inschrift berichtet von einem Thingplatz im Osten:
- gnubha : liþ : raisa : stain : þinsa : hibtiR : kulaif : bruþur sin han : antaþis : austr : at þikum

Altostnordische Übertragung:
- Gnúpa lét reisa stein þenna eptir Gulleif, bróður sinn. Hann endaðist austr at þingum.

Übersetzung:
- „Gnúpa ließ diesen Stein errichten nach Gulleifr, seinem Bruder. Er starb auf dem Thing im Osten.“

In der Nähe steht der Runenstein von Skåäng.